# クヌート1世 (スウェーデン王)
クヌート1世（スウェーデン語: Knut Eriksson、1150年 - 1196年4月8日）は、エリク家の第2代スウェーデン王（在位：1167年 - 1196年）。

## 生涯

### 生い立ち
1150年にエリク9世の長男として生まれた。母クリスティナはインゲ1世の孫娘であるためクヌートはステンキル家の血を引いている。

### 即位とその治世
10歳ごろに父によって使節としてローマに派遣され、ローマ教皇と面会した。父エリク9世がマグヌス2世に暗殺された際もクヌートはローマにいたため助かった。マグヌス2世が死ぬとスウェーデンに戻り、マグヌス2世を殺して王位を奪ったカール7世を殺して王位に就いた。即位したクヌートはローマの教会を模した教会を建て、異教徒を弾圧した。クヌート1世の治世に、王による文書の発行も始まった。さらに戴冠式を行おうとしたが、その前に死去した。この時代の王としては長く在位し、死因は暗殺ではなく自然死だった。後にスウェーデン王に即位した息子のエリク10世は、スウェーデンで初めて戴冠式を行った。

## 子女
クヌート1世はセシリア・ヨハンスドッテルとの間に以下の子をもうけた。
- 息子3人（名前不明） - 3人とも1205年11月にアルガロスの戦いで戦死
- シグリッド（またはカリン） - マグヌス・ブロカ（スウェーデン語版）の母、またはマグヌス・ブロカ自身と結婚したといわれる
- エリク10世（1180年 - 1216年） - スウェーデン王（1208年 - 1216年）